# Nord-Trøndelag megye
Nord-Trøndelag egyike Norvégia 19 megyéjének (norvégül fylke) az ország középső részén, Trøndelag földrajzi régióban. Közigazgatási központja a 20 672 lakosú (2008) Steinkjer. Leggyorsabban növekvő községe Stjørdal.
Norvégia hatodik legnagyobb megyéje, területe 22 412 km² (csaknem háromszorosa a legnagyobb magyar vármegye, Bács-Kiskun területének).
Lakossága alapján csak a 16. a norvég megyék sorában: 2007-ben 129 856 lakosa volt (valamivel több, mint a legkevésbé népes magyar vármegye, Nógrád lakossága).
A megye hagyományos régiói, délről északra haladva: Stjørdalen, Innherred és Namdalen.

## Földrajza

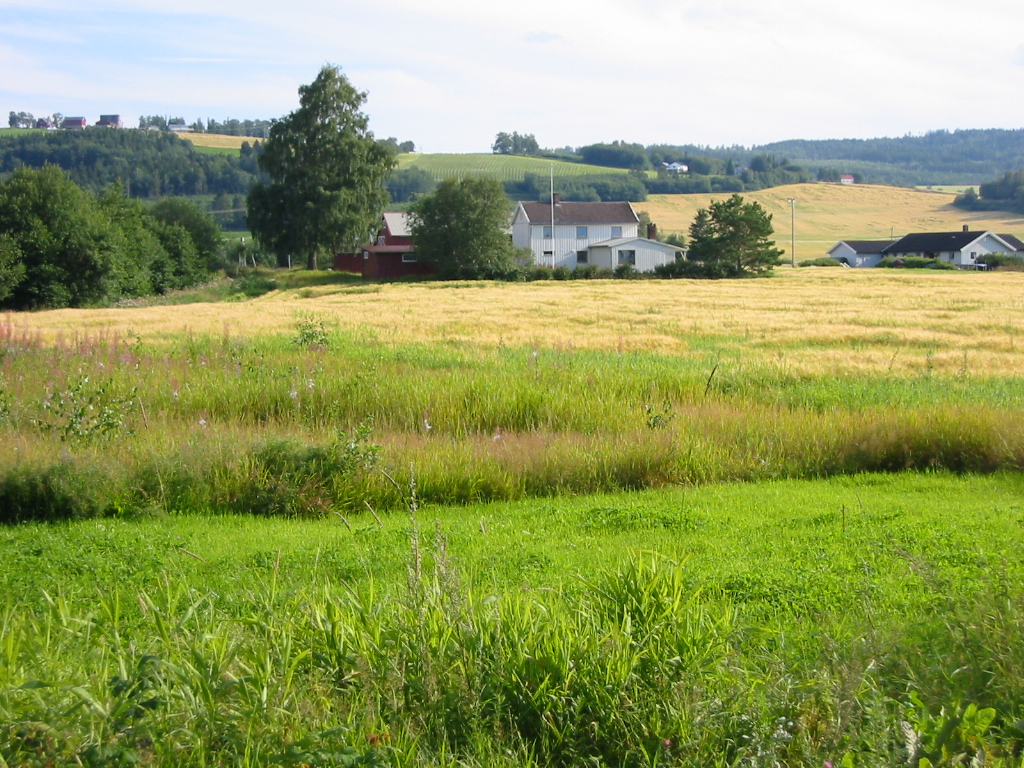
Verdal - tipikus tájkép a Trondheim-fjord közelében

Északi szomszédja Nordland megye, délen Sør-Trøndelag keletről Svédország határolja, nyugatról pedig a Norvég-tenger.
Legnagyobb tava a Snåsavatnet. Legnagyobb folyója a Namsen, Európa egyik lazacban leginkább bővelkedő folyóvize. Híres lazacos folyói a Verdalselva és a Stjørdalselva is. A nord-trøndelagi Salsvatnet 482 méteres legnagyobb vízmélységével Európa második legmélyebb tava. A megye harmadik ismert tava a Byavatnet.
A megye lakosságának jelentős része a déli Trondheim-fjord közelében él. A fjord keleti és északkeleti partján lévő földek (főleg Stjørdal, Frosta, Levanger, Inderøy, Verdal és Steinkjer) termékeny mezőgazdasági területek, ahol gabonát és zöldségeket termesztenek. Namdalen
alföldjének gabonamezőivel együtt ez Norvégia legészakibb gabonatermő területe. A főképp lucfenyőből álló erdők mégis nagyobb területet foglalnak el, így Nord-Trøndelag Hedmark után Norvégia második legnagyobb fakitermelője.
A svéd határon és az északi tengerparton hegyek húzódnak. A lucfenyőerdők egészen a tengerpartig terjednek, ahol egyes területek a skandináv parti fenyőerdőkhöz, ezekhez az Európában ritka mérsékelt övi esőerdőkhöz (vagy boreális esőerdőkhöz) tartoznak.
A megyében több nemzeti park van, mint a Blåfjella-Skjækerfjella Nemzeti Park (Norvégiában az egyik legnagyobb), a Børgefjell Nemzeti Park egy része, a Lierne Nemzeti Park és a Skarvan og Roltdalen Nemzeti Park.

## Neve
A Nord-Trøndelag nevet 1919-ben kapta, jelentése „Trøndelag északi része”.
1919-ig neve Nordre Trondhjems amt volt, vagyis „Trondhjems amt északi része”. Amt a ma fylke néven nevezett norvég „megye” szó korábbi megfelelője, Trondhjems Trondheim régi helyesírású alakja. A valamikori, 1662-ben létrehozott Trondhjems amtot 1804-ben bontották ketté.
Lásd még: Sør-Trøndelag

## Címere
Címere 1957-ben született, de régi eredetű: az aranykereszt a stiklestadi csatában 1030-ban megölt Szent Olaf címerében szerepelt fehér alapon.

## Községei
Nord-Trøndelaghoz a következő 24 község tartozik:
| 1. Flatanger 2. Fosnes 3. Frosta 4. Grong 5. Høylandet 6. Inderøy 7. Leka 8. Leksvik 9. Levanger 10. Lierne 11. Meråker 12. Mosvik | 1. Nærøy 2. Namdalseid 3. Namsos 4. Namsskogan 5. Overhalla 6. Røyrvik 7. Snåsa 8. Steinkjer 9. Stjørdal 10. Verdal 11. Verran 12. Vikna |